# 알트비어

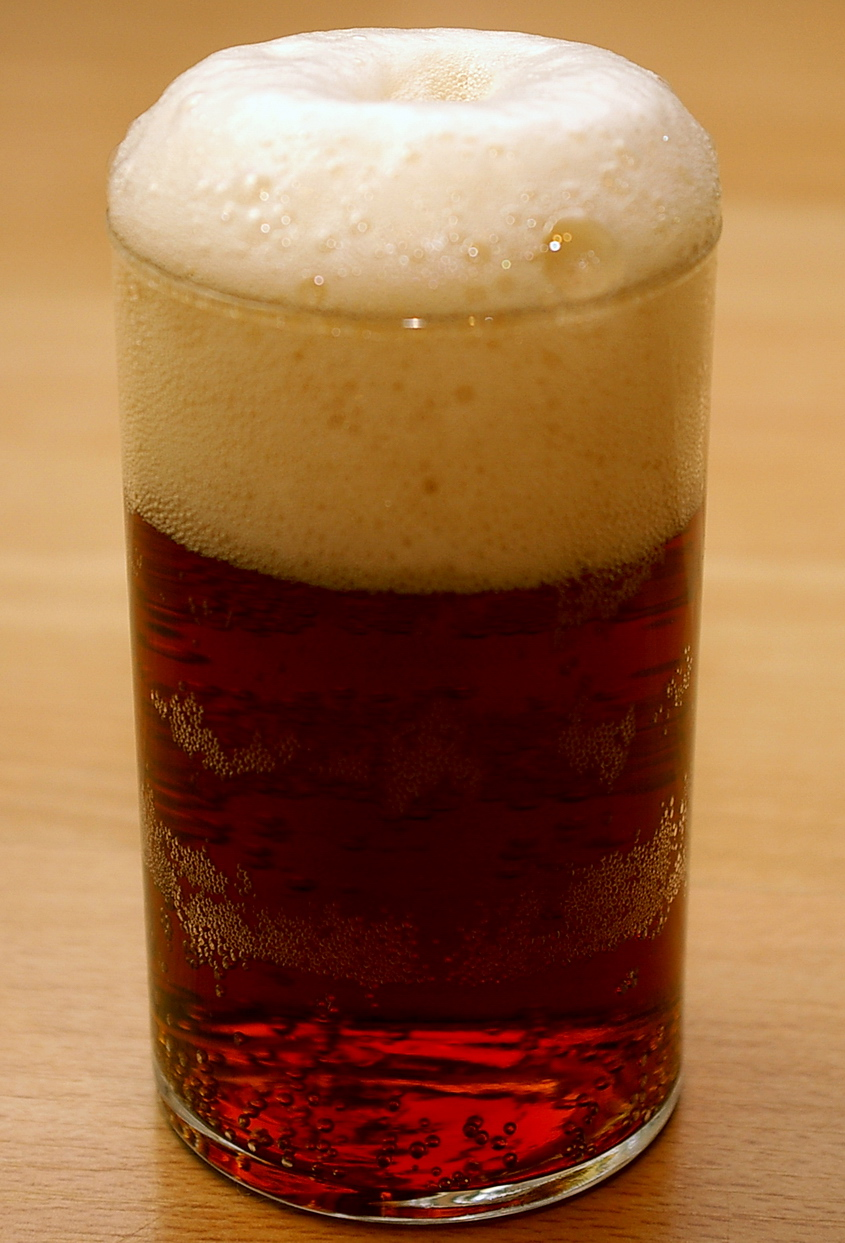
알트비어

알트비어(독일어: Altbier)는 독일 베스트팔렌 지방의 뒤셀도르프 인근에서 양조되는 전통주다. "알트비어"란 독일어로 "구식 맥주(old beer)"라는 뜻으로, 상면발효맥주이기에 하면발효맥주보다 구식이라는 뜻이다.
어두운 구리색을 띤다. 발효 온도가 미지근한 경우에는 과일향이 나고, 시원한 온도에서 발효하면 하면발효맥주와 비슷한 상쾌한 맛이 난다.